# G-Strophanthin
g-Strophanthin (kurz Strophanthin, von griechisch στροφή, „Strophe“, hier im Sinne von „Wendung, Schlängelung“, und ἄνϑος, „Blüte“, bezieht sich auf die lang ausgezogenen, gedrehten Spitzen der Blütenblätter bestimmter Strophanthusarten) auch Ouabain, ist ein Cardenolid-Glykosid, das als Herzglykosid früher zur Behandlung von Herzkrankheiten mit Herzschwäche eingesetzt wurde. Das Aglycon ist g-Strophanthidin (Ouabagenin). Strophanthin wirkt auf Rezeptoren am Enzym Na+/K+-ATPase (Natrium-Kalium-Pumpe) und kann in höheren Dosen tödlich wirken. In Teilen Afrikas wurde es deshalb als Pfeilgift eingesetzt.

## Vorkommen und Nomenklatur

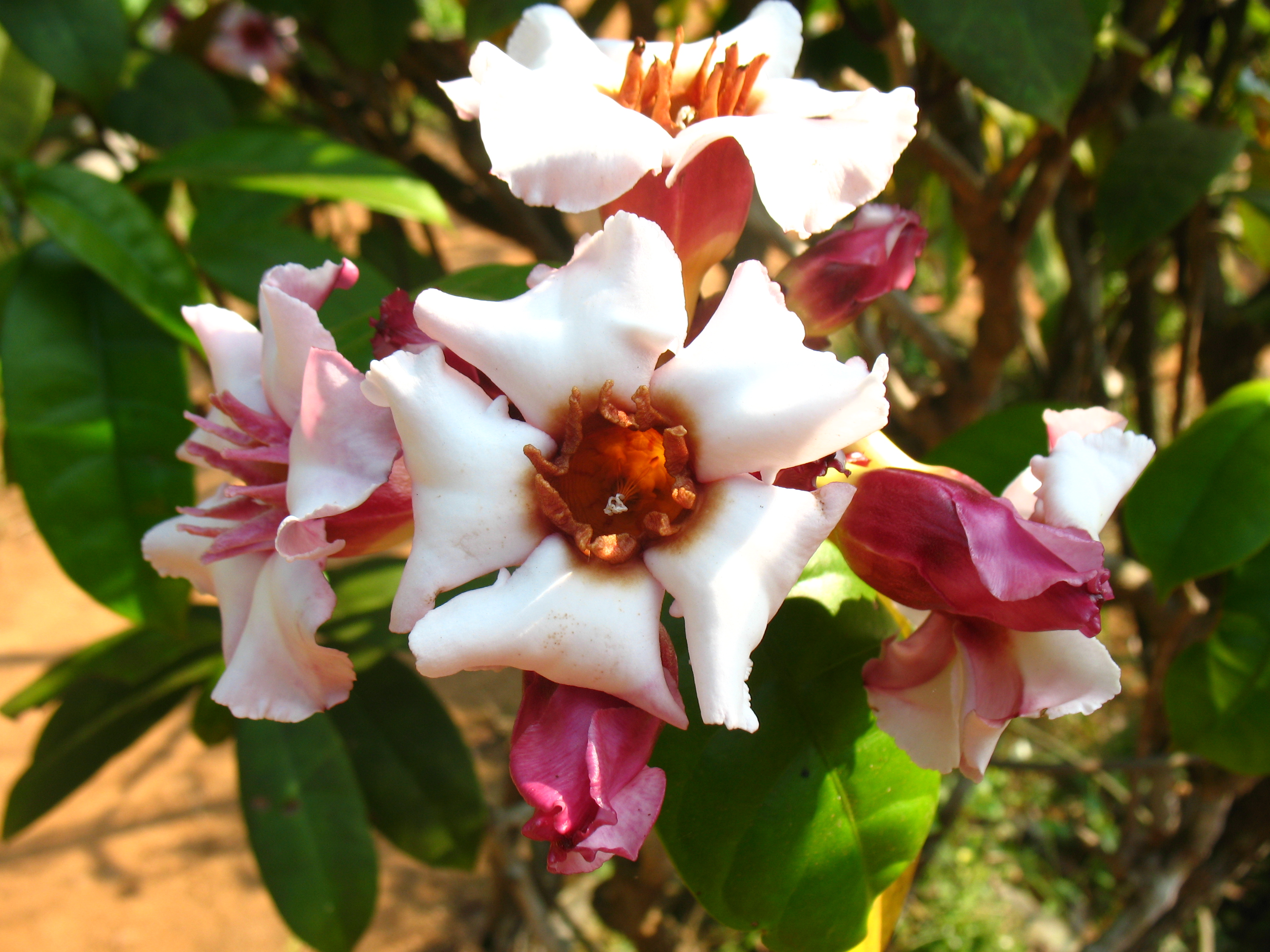
Strophanthus gratus

g-Strophanthin ist eines der Strophanthine, die im Samen diverser afrikanischer Schlingpflanzen der Gattung Strophanthus aus der Familie der Hundsgiftgewächse vorkommen. Der Buchstabe g steht für das Vorkommen in der Art Strophanthus gratus. Auch in der Pflanze Acokanthera (Acokanthera oblongifolia, Acokanthera ouabaio und Acokanthera schimperi), die bisweilen bei uns auch als Topfpflanze zu finden ist, ist das g-Strophanthin zu finden. Die Bezeichnung Ouabain leitet sich vom afrikanischen Ouabaio-Baum (der wissenschaftliche Name Acokanthera ouabaio ist jedoch ein veraltetes Synonym; heute heißt die Art Acokanthera oppositifolia), dessen Samen gleichfalls g-Strophanthin enthält. Ouabaio ist die englische Schreibung des ostafrikanischen Wortes Wabayo.
g-Strophanthin gehört zusammen mit dem in Strophanthus kombe vorkommenden k-Strophanthin zu den herzwirksamen Glycosiden (vgl. Herzglykoside). Die beiden Substanzen sind von den aus dem Fingerhut (Digitalis) stammenden Digitalisglykosiden zu unterscheiden. Das Aglykon des k-Strophanthins, das ebenfalls sehr giftige k-Strophanthidin, ist in dem auch im europäischen Raum heimischen Sommer-Adonisröschen (Adonis aestivalis) enthalten.
Strophanthin wurde früher zu den endogenen Glykosiden gezählt, die als Hormone in Säugetieren fungieren; der Mensch produziere Strophanthin in der Nebennierenrinde. Inzwischen existieren Hinweise, dass es nicht endogen vorkommt. Bei körperlicher Anstrengung sollte die Synthese des endogenen Strophanthins angestiegen sein, was die Verengung von Blutgefäßen (Vasokonstriktion) auslösen sollte und so den arteriellen Blutdruck steigen lassen würde. Bei Säugetieren mit Ausnahme des Menschen wird Strophanthin in der Milz gespeichert.
Die afrikanische Mähnenratte kaut Ouabain-haltige Pflanzen und streicht sich den Pflanzensaft in das Fell, um Fressfeinde zu vergiften, siehe Mähnenratte#Verteidigung.

## Wirkungen
Höhere Konzentrationen von Strophanthin, die im Labor auf einfache Weise und klinisch nur durch hohe Dosierungen intravenös verabreichten g-Strophanthins zu erreichen sind, hemmen die in der Zellmembran lokalisierte Natrium-Kalium-Pumpe. Die Natrium-Kalium-Pumpe (Natrium-Kalium-ATPase), die besonders zahlreich in Nerven- und Herzmuskelzellen vorkommt, regelt die Elektrolytkonzentration, indem sie Natriumionen aus der Zelle hinaus pumpt und Kaliumionen hinein. Diese Hemmung wird als die klassische Wirkung der Herzglykoside angesehen, die über den erhöhten zellulären Gehalt an Natrium und somit auch Calcium (via Natrium-Calcium-Austauscher) zu einer Steigerung der Kontraktionskraft der Herzmuskelzelle führt (positiv inotroper Effekt).
In geringen, physiologischen Konzentrationen, wie sie als Hormon, nach oraler Gabe sowie auch nach langsamer intravenöser Injektion in niedriger Dosierung gemessen werden, wirken Strophanthine hingegen stimulierend auf die Natrium-Kalium-Pumpe, was zur Senkung des zellulären Natrium- und Calciumgehalts führt.
Im Tierversuch konnte gezeigt werden, dass g-Strophanthin aufgrund der gegensätzlichen zellulären Wirkung die Giftwirkung von Digitalis vermindert.

## Geschichte
In westlichen Teilen Afrikas wurde ein Extrakt aus dem Strophanthus-Samen traditionell als Pfeilgift unter anderem zur Elefantenjagd verwendet.
Nachdem der Botaniker John Kirk während der Livingstone-Expedition 1859 die stark herzwirksame Wirkung von versehentlich eingenommenen pulverisierten Strophanthus kombé-Samen entdeckt und der schottische Pharmakologe und Arzt Thomas Richard Fraser den wirksamen Bestandteil 1862 als k-Strophanthin isoliert hatte, wurde das g-Strophanthin von Arnaud, einem französischen Chemiker, im Jahr 1888 aus Strophanthus gratus und dem Ouabaio-Baum isoliert.
Ab 1865 waren alkoholische Lösungen von Strophanthus kombé-Samen als Gesamtextrakt in Gebrauch, ab 1885 recht häufig in ganz Europa. Unsichere Konzentrationsverhältnisse und die abführend wirkenden Begleitstoffe machten die Therapie jedoch schwierig, auch wenn sie von vielen Klinikern angewendet wurde. Ab 1904 stand auch eine standardisierte g-Strophanthin-Lösung zur Verfügung.
Im Jahre 1905 erprobte der der badische Arzt Albert Fraenkel, nach privaten Tierversuchen in Heidelberg um das Jahr 1900, intravenöses k-Strophanthin bei Herzkranken in der Straßburger Universitätsklinik unter der Leitung von Ludolf von Krehl. Der Erfolg erregte Aufsehen und bereits ein Jahr später war die Therapie zur Behandlung der Herzinsuffizienz weit verbreitet. k-Strophantin war als Präparat Kombetin von der Firma C. F. Boehringer & Soehne im Handel. 1910 schrieben Rudolf Gottlieb und der Pharmakologe Hans Horst Meyer in der ersten Auflage ihres Pharmakologie-Lehrbuchs, die intravenöse Einverleibung habe sich „seit der Empfehlung … durch Fraenkel und Schwartz … als ein wichtiger Fortschritt der Therapie erwiesen“. Ähnliches berichtet die 9. Auflage 1936. Zu den Anbietern von Ampullen mit Strophanthin aus Strophanthus kombe gehörte später auch die Pharmazeutische Fabrik Hameln in Hameln.
Anwendungsgebiete waren alle Herzerkrankungen wie Herzinsuffizienz, Rhythmus-Anomalien, akute Myokardschäden durch z. B. Grippe und Diphtherie, Digitalis-Intoxikationen, Angina Pectoris, Herzinfarkt und Bluthochdruck.
Während der nationalsozialistischen Diktatur wurde Strophanthin vereinzelt in Konzentrationslagern zur Ermordung von Häftlingen eingesetzt, so z. B. bei Paul Schneider.
Nach dem Zweiten Weltkrieg standen auch orale Digitalis-Präparate zur Verfügung, sodass das für Arzt und Patient beschwerliche Spritzen von Strophanthin seltener angewendet wurde. Nach 1947 entwickelte Boehringer Mannheim in Kooperation mit dem Stuttgarter Internisten Berthold Kern ein orales Präparat, das zu 90 % aus g- und zu 10 % aus k-Strophanthin bestand, das Strophoral, in Tabletten- und Tropfenform. Im Laufe der Zeit entstanden eine Reihe weitere Präparate, z. B. Strophinos-Tropfen, Purostrophan-Tropfen, Strodival-Kapseln; letztere waren seit 1984 alleinig am Markt bis 2012. Eine Aufnahme über die Zunge (perlinguale Resorption) wurde auch mit dem  Präparat Strophoperm erreicht.

## Bedeutung
Intravenös zugeführtes Strophanthin wurde noch bis 1992 bei akuter Herzinsuffizienz vom Lehrbuch empfohlen, da es das am schnellsten wirksame Herzglykosid ist. 2009 plädierten die internationalen Leitlinien auch hinsichtlich der Behandlung der chronischen Herzinsuffizienz erst an zweiter Stelle für Herzglykoside, dabei jedoch meist für die Anwendung von Digoxin.
g-Strophanthin verbessert ähnlich wie Nitroglycerin die Vorlast des Herzens und die Sauerstoffmangeltoleranz bei Patienten mit Koronarinsuffizienz. Die Gabe von Strophantin hat dabei dennoch keine Bedeutung mehr, da die Pharmakokinetik sowohl bei oraler (wie seit 1915 bekannt eine mehr als 50fache Dosis der intravenösen Gabe erfordernd) als auch bei intravenöser Anwendung (mit schneller Elimination, wie Ludwig Lendle 1936 erkannte) als unvorhersehbar gilt.
g-Strophanthin hat zwar eine mäßig positiv inotrope (kraftsteigernde) Wirkung, die zugeschriebenen positiven Effekte bei der Vorbeugung und Akutbehandlung der Angina pectoris und des Herzinfarktes wurden aber nur im Rahmen älterer Studien in den 1950er bis 1980er Jahren belegt, die späteren Qualitätsanforderungen an klinische Studien meist nicht entsprachen. Daher spielt g-Strophanthin inzwischen weder in den Leitlinien zur Behandlung des akuten Koronarsyndroms noch der chronischen koronaren Herzkrankheit eine Rolle.